# Christer Sandelin
Christer Eric Sandelin, född 5 november 1961 i Vantörs församling, Stockholm, är en svensk sångare, låtskrivare och musiker. Mellan slutet av 1970-talet och slutet av 1980-talet var han medlem av popgrupperna Freestyle och Style.

## Musik
Sandelin är känd som medlem i popgrupperna Freestyle och Style samt som soloartist. Sandelin har arbetat mycket tillsammans med Tommy Ekman. År 1992 gav han ut albumet Till månen runt solen med texter av Jonas Gardell. Som medlem av Style har Christer Sandelin tre gånger (1986, 1987 och 2003) deltagit i den svenska Melodifestivalen.
Sandelin och Ekman släppte 2004 albumet I stereo med radiohitlåtarna "Så länge du vill" och "Uppför trappan". År 2005 släppte de singeln "Dansar med mig själv" (en svenskspråkig version av låten "Dancing with Myself" från 1980). I mars 2006 kom Sandelin/Ekman-singeln "Singlar (oh oh)" komponerad av Martin Strömqvist. De båda har även komponerat stämningsmusik för SJ:s räkning. Ett urval finns på albumet Trainflow. 2007 släpptes albumet Absolute Chillout Summer, med nyinspelade "chillout"-versioner av sommarklassiker producerade av Sandelin. Han sjöng även på några spår.
Sandelin producerar också andra artister, däribland Lars Vegas Trio och Ronny och Ragge. Han har bland annat medverkat i TV-programmen 100 höjdare!!!, Så mycket bättre (2010) och Så ska det låta. Han tillägnades ett avsnitt av Copycat Singers, som sändes i början av 2012.
Han medverkade i Hovturnén i augusti 2012, tillsammans med Wille Crafoord, Linda Bengtzing, Gunhild Carling, Marika Willstedt, Jonas Sjöblom och Olle Lindner.

## Diskografi
Studioalbum
- 1989 – Luften darrar
- 1990 – Drömmer i färg
- 1992 – Till månen runt solen
- 1994 – Activity!
- 1997 – Jag lever nu

Singlar
- 1986 – Mine
- 1989 – Luften darrar
- 1989 – Det hon vill ha
- 1989 – Hit Me!
- 1990 – Vi är
- 1990 – Kom in i mitt liv
- 1990 – Jag tror hon inte vet
- 1990 – All The Time
- 1991 – Ge och ta (Jag vill tala om för hela världen)
- 1992 – Murar kan falla
- 1992 – Galen
- 1992 – Till månen runt solen
- 1993 – Secrets
- 1994 – Kitsch Will Make You Happy!
- 1994 – My Girl
- 1994 – Fresh
- 1997 – Jag lever nu
- 1997 – Kan inte sova
- 1997 – Sol sol sol
- 1997 – Pojkar som män
- 2010 – Can't Get Over
- 2010 – Naked Number One